# Pierre Marie
Pierre Marie (Paris, 9 de setembro de 1853 - Paris, 13 de abril de 1940) foi um neurologista francês.